# Dobenín
Dobenín ist eine im 15. Jahrhundert erloschene Siedlung, auf deren Gebiet im 18. Jahrhundert das Dorf Václavice (Wenzelsberg) entstand. Das Gebiet liegt etwa fünf Kilometer südwestlich von Náchod.

## Geschichte
Dobenín lag oberhalb des Branka-Passes, der auch als „zemská brána“ (Landestor) bezeichnet wird. Über ihn verlief ein uralter Landespfad, der von Prag über Náchod, den Hummelpass und  durch den Glatzer Kessel zur böhmischen Grenzburg Glatz (Kladsko) und weiter nach Schlesien führte.
Es ist nicht bekannt, wann die Siedlung Dobenín entstand. Erstmals erwähnt wurde der Orts- oder Geländename „Dobenina“ vom böhmischen Chronisten Cosmas für das Jahr 1068. Damals hielt sich dort der böhmische Herzog Vratislav II. auf, der wegen des böhmisch-polnischen Konfliktes um Schlesien beabsichtigte, nach Polen zu ziehen. Obwohl sich ein Teil seines Militärs bereits im Gebiet der Preseka befand, musste Vratislav wegen des Widerstands seiner Brüder und des böhmischen Adels das Vorhaben aufgeben. Vor dem Rückzug über das 16 Kilometer südlich gelegene Opočno hielt er in Dobenín jedoch unter freiem Himmel eine Versammlung ab, auf der gegen den Willen Vratislavs dessen jüngerer Bruder Jaromír-Gebehard zum Bischof von Prag gewählt wurde.
Die 1359 erstmals erwähnte Dobeníner St.-Wenzels-Kirche entstand vermutlich um die Mitte des 13. Jahrhunderts, da für das Jahr 1259 eine Pfarre belegt ist. Während der Hussitenkriege wurde Dobenín am 3. Januar 1424 in einer Auseinandersetzung zwischen Johann Městecký von Opočno und dessen Anhängern und dem Hussitenführer Jan Žižka zerstört. Die ebenfalls zerstörte St.-Wenzels-Kirche wurde später wieder instand gesetzt.
Im Gedenken an den historischen Ort Dobenín veranstaltete dort am Wenzelstag 1868 die Národní strana (Nationalpartei) eine Volksversammlung, mit der das friedliche gesellschaftliche Zusammenleben gefördert werden sollte.
In Anerkennung seiner Verdienste um das Gemeinwohl wurde 1912 der Textilindustrielle Josef Bartoň, der zugleich Bürgermeister von Náchod war, von Kaiser Franz Josef mit dem Prädikat „von Dobenín“ (z Dobenína) geadelt.